# Andreas Müller (pittore)
Andreas Johann Jakob Heinrich Müller (Kassel, 19 febbraio 1811 – Düsseldorf, 29 marzo 1890) è stato un pittore tedesco.

## Biografia
Andreas Müller era figlio del pittore Franz Hubert Müller e fratello di Karl Müller, anch'egli pittore. Fu subito allievo di suo padre che gli insegnò a dipingere già all'età di quattro anni. Nel 1833, si iscrisse all'Accademia di Monaco di Baviera dove fu allievo di Julius Schnorr von Carolsfeld e di Peter von Cornelius. L'anno seguente, per approfondire i suoi studi ed affinare la sua tecnica della pittura ad olio, si recò all'Accademia di belle arti di Düsseldorf, dove seguì i corsi di Wilhelm von Schadow e di Karl Ferdinand Sohn.
Grande ammiratore di Ernst Deger, ne seguì l'esempio e si dedicò alla pittura religiosa. Il suo primo incarico lo ricevette da Adolphus de Cambridge.
Grazie ai primi guadagni fu in grado di recarsi in Italia, nell'autunno del 1837. A Roma si associò alla corrente dei Nazareni che seguì per quasi due anni. Tornò infatti a Düsseldorf nel 1839 e l'anno seguente si sposò.
Nel 1842 Franz Egon von Fürstenberg-Stammheim dispose che la chiesa di S. Apollinare di Remagen fosse affrescata con episodi della vita di Gesù. Müller allora si rivolse a Karl Müller, Ernst Deger e Franz Ittenbach per compiere l'opera. E gli affreschi, iniziati nel 1843, vennero terminati nel 1851.
Nel 1855, Müller fu nominato professore all'Accademia di Düsseldorf, al posto di Karl Josef Ignatz Mosler e negli anni 1860 Charles-Antoine de Hohenzollern-Sigmaringen chiese a lui e a suo figlio Franz di decorare il castello di Sigmaringen.
Ma nel 1881 Müller ebbe un trauma vascolare al cervello che lo rese afasico e lo lasciò paralizzato. Si spense nove anni dopo a 79 anni.

## Vita privata
Andreas Müller sposò Maria Katharina Schweden (1814-1883) il 16 giugno 1840. Fra il 1841 e il 1860, la coppia ebbe tredici figli (otto femmine e cinque maschi), fra cui:
- Franz Müller (pittore), nato nel 1843, pittore
- Karl Hubert Maria Müller, scultore

## Opere
Elenco parziale, traduzione da completare.
- "Der Knab vom Berg" (1834/1835)[1]
- "Tre angeli che cantano" (1836)
- "Un monaco che legge nel chiostro" (1837)
- "S.Apollinare, Santa Cecilia e il cantore reale David" in S. Apollinare a Remagen (1843–1851)
- "S. Barbara", dipinto per il Vescovo Principe Förster, a Breslavia (1867)
- Pala dell'altare di S. Giuseppe (1877)
- "La madre di Dio e i santi" per la Parrocchia di Lank
- Altarblätter Rosenkranzbild und Josefsbild, (Chiesa di Zyfflich)
- "Maria con Gesù e Giuseppe"
- "S. Anna con la piccola Maria"
- "Santa Cecilia"
- "Verkündigung e i quattro evangelisti" (Chiesa a Budberg, Regierungsbezirk Düsseldorf)[2]
- Reliquienschrein mit Szenen aus dem Leiden Christi für den Fürsten von Löwenstein-Wertheim[2]

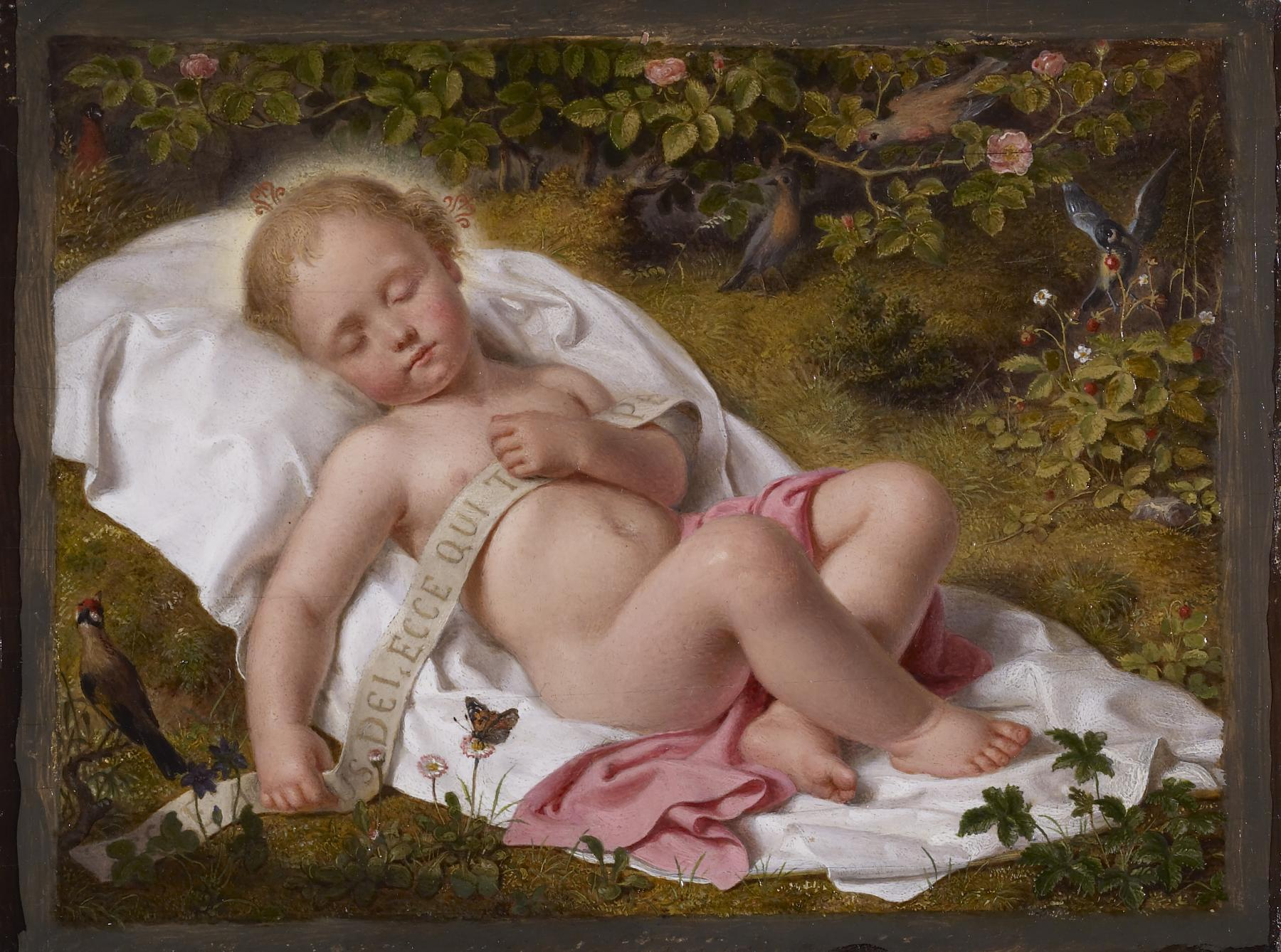
Gesù Bambino